# HC Meshkov Brest
A Handball Club Meshkov Brest egy fehérorosz férfi kézilabda klub. Jóval a  Szovjetunió különválása után, 2002-ben alapították , és innen vált a csapat az az ország és egyre inkább Európa egyik leghíresebb férfi kézilabda csapatává.

## Sikerek, díjak
- Belarusian First League
  - Bajnok (9): 2004, 2005, 2006, 2007, 2008, 2014, 2015, 2016, 2017, 2018
  - Második helyezett (5): 2003, 2009, 2010, 2011, 2012
- Fehérorosz kupagyőztes (11)
  - 2004, 2005, 2007, 2008, 2009, 2011, 2014, 2015, 2016, 2017, 2018
- SEHA-liga
  - Döntős (2): 2014, 2015

## A csapat
A 2020-2021-es szezon játékoskerete:
| Kapusok - 01 Ivan Pešić (c) - 12 Ivan Matskevich Jobbszélsők - 24 Maksim Baranau - 55 Mikita Vailupau Balszélsők - 14 Andrei Yurynok - 31 Simon Razgor Beállók - 22 Viachaslau Shumak - 42 Artsiom Selviasiuk - 77 Vladimir Vranješ | Balátlövők - 03 Dmitrii Santalov - 09 Alexander Shkurinskiy Irányítók - 20 Staš Skube - 34 Sandro Obranović - 66 Jaka Malus Jobbátlövők - 08 Marko Panić - 33 Pawel Paczkowski - hivatalos honlap (orosz nyelven) - hivatalos honlap (angol változat) |